# سیارک ۱۶۰۶۲
سیارک ۱۶۰۶۲ (به انگلیسی: 16062 Buncher، نامگذاری:1999NR36) شانزده هزار و شصت و دومین سیارک کشف شده‌است که در ۱۴ ژوئیه ۱۹۹۹ کشف شد.
قدر مطلق سیارک برابر ۱۴٫۱ است.